# Bataille d'Alamána
Guerre d'indépendance grecque
Batailles
- Patras
- Alamana
- Gravia
- Valtetsi
- Doliana
- Drăgășani
- Tripolizza
- Péta
- Chios
- Dervénakia
- Nauplie
- Karpénissi
- Guerres civiles (en)
- Psará
- Maniaki (en)
- Sphactérie
- Missolonghi
- Arachova
- Phalère
- Navarin

La bataille d’Alamána est livrée le 5 mai 1821 (23 avril julien) pendant la guerre d'indépendance grecque. 

## Bataille
Elle oppose, autour du pont, sur le fleuve Alamána (aujourd'hui Sperchiós), les indépendantistes grecs aux forces ottomanes. Les Grecs, en grande infériorité numérique, subissent une dure défaite et l'un de leurs chefs, Athanásios Diákos, blessé lors des combats, est capturé puis empalé par les vainqueurs.
Après la chute de Livadià le 1er avril 1821 par un contingent de combattants grecs sous les ordres d'Athanasios Diakos et de Vasilis Bousgos, Hursid Pasha va envoyer deux de ses commandants les plus compétents de Thessalie, Omer Vrioni and Köse Mehmed, à la tête de 8000 hommes avec les ordres de mater la révolte en Roumeli pour ensuite se dirigier vers le Péloponnèse et lever le siège de Tripoli.

## Sources
- (en) An index of events in the military history of the Greek nation, Athènes, Army History Directorate, 1998, 506 p. (ISBN 978-960-7897-27-5, OCLC 475469625)